# Исимару, Синдзи
Синдзи Исимару (яп. 石丸 伸二 Исимару Синдзи, род. 12 августа 1982) — японский политический деятель, основатель и председатель токийской партии «Путь к возрождению» с 10 января 2025 года. Ранее занимал пост мэра Акитакаты (2020—2024).
Исимару получил национальную известность в качестве мэра в 2022 году после того, как видео, на котором он ругает членов городского совета за то, что они спят во время заседания, стало вирусным в социальных сетях и набрало 13 миллионов просмотров на YouTube. С тех пор он приобрёл большое количество поклонников в интернете, особенно в Twitter, что было связано с его открытыми политическими взглядами и документированием частых столкновений с местными политическими оппонентами.
Исимару баллотировался на выборах губернатора Токио 2024 года как независимый кандидат, но в итоге проиграл действующему губернатору Юрико Коикэ. Тем не менее, он занял второе место, набрав 1 658 363 голоса (24,3 %). Его результат стал неожиданным и оставил позади Рэнхо, считавшуюся основной соперницей Коикэ.

## Биография

### Ранние годы
Синдзи Исимару родился в Акитакате. Учился в старшей школе префектуры Хиросима Гион Кита, а затем поступил на экономический факультет Киотского университета. В 2006 году после окончания университета стал сотрудником банка MUFG и был направлен в филиал в Химедзи. В 2014 году он перешёл в нью-йоркский филиал MUFG Union Bank, дочерней компании MUFG Bank, в качестве валютного аналитика и проработал четыре с половиной года в 25 городах и девяти штатах США. Покинул MUFG Bank в 2020 году.

### Политическая карьера

#### Мэр Акитакаты
В июле 2020 года Хироши Кодама ушёл с поста мэра Акитакаты после того, как выяснилось, что он получил 600 000 иен наличными от Кацуюки Каваи, члена Палаты представителей, обвиняемого в подкупе голосов, чтобы помочь своей жене Анри Каваи в кампании за места в Палате советников. После этого развития событий Исимару решил баллотироваться на пост мэра. Он официально объявил о своей кандидатуре 22 июля. На выборах мэра, состоявшихся 9 августа, Исимару победил своего соперника Минэаки Такемото, тогдашнего действующего вице-мэра, набрав 8 076 голосов избирателей (60,18 %).
10 мая 2024 года на пресс-конференции Исимару объявил, что не будет переизбираться на пост мэра Акитакаты, но выразил намерение продолжить свою карьеру политика. Он выразил заинтересованность в баллотировании на пост губернатора Токио и в Палату представителей.

#### Выборы губернатора Токио 2024 года
16 мая 2024 года Исимару объявил о своём намерении баллотироваться на выборах губернатора Токио в 2024 году. На следующий день он провёл пресс-конференцию в Хиросиме и официально объявил о выдвижении, сообщив, что будет баллотироваться как независимый кандидат и без поддержки какой-либо политической партии.
В результате Исимару занял второе место, набрав 24,3 % голосов. В своей речи о признании поражения он заявил, что в будущем подумывает заняться национальной политикой, намекнув на выдвижение своей кандидатуры по 1-му округу Хиросимы в Палату представителей, где избирался премьер-министр Фумио Кисида.

#### Создание партии и участие в выборах 2025 года
12 ноября 2024 года в прямом эфире на своём YouTube-канале он объявил о намерении сформировать региональную политическую партию для участия в выборах в Токийскую столичную ассамблею 2025 года, а также выразил намерение набирать кандидатов. При этом он подчеркнул, что не будет сам баллотироваться на выборах.
На пресс-конференции 15 января 2025 года он объявил о создании новой партии под названием «Путь к возрождению». 25 апреля того же года Исимару объявил, что выдвинет одного кандидата Ёсиду Аю в избирательном округе Токио и девять кандидатов по партийным спискам на выборах в Палату советников 2025 года. Его политика на выборах в Палату советников заключалась в содействии «инвестициям в образование» для улучшения государственного образования. Он также заявил, что будет стремится соответствовать требованиям к общенациональной политической партии (пять или более членов парламента или получение более 2 % голосов по всей стране). В результате Ая потерпел поражение в своём избирательном округе, а партия получила всего 0,89 % голосов, таким образом, не получив ни одного места и не выполнив требований для получения национального статуса.
На выборах в Токийскую столичную ассамблею, состоявшихся 22 июня 2025 года, партия выдвинула 42 кандидата. Однако все кандидаты потерпели поражение. На пресс-конференции вечером 22 июня, в день подсчёта голосов, Исимару заявил: «Я считаю, что изменить общественное сознание не так-то просто», и «я был шокирован тем, что это вообще произошло, и тем, что есть люди, которые так хорошо разбираются в политике и выборах». Он заключил: «Кампании кандидатов были очень разными, но в целом они оправдали ожидания».